# أثاناسيوس ديناز
أثاناسيوس ديناز (باليونانية: Θανάσης Ντίνας)‏ هو لاعب كرة قدم يوناني في مركز نصف الجناح، ولد في 12 نوفمبر 1989 في كوموتيني في اليونان. شارك مع منتخب اليونان تحت 17 سنة لكرة القدم. أما مع النوادي، فقد لعب مع باناثينايكوس ونادي بلاتانياس ونادي زانثي.

## وصلات خارجية
- أثاناسيوس ديناز على موقع قاعدة بيانات كرة القدم.إي يو (الإنجليزية)
- أثاناسيوس ديناز على موقع Soccerway.com (الإنجليزية)
- أثاناسيوس ديناز على موقع AS.com (الإسبانية)